# Hygrophila megalantha
Hygrophila megalantha är en akantusväxtart som beskrevs av Merrill. Hygrophila megalantha ingår i släktet Hygrophila och familjen akantusväxter. Inga underarter finns listade i Catalogue of Life.